# Bierhaus en d’r Salzgass

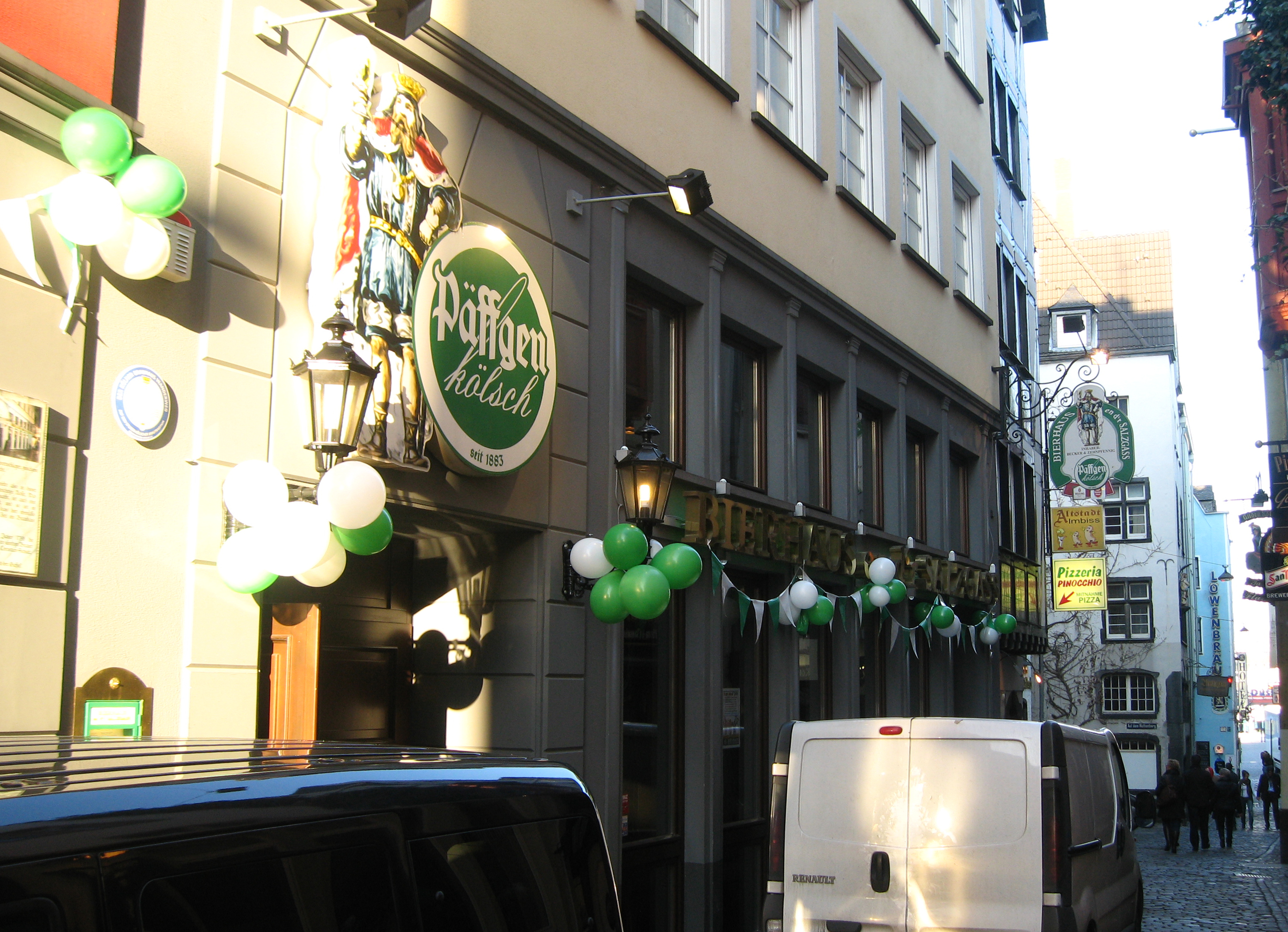
„Bierhaus en d’r Salzgass“

Die Gaststätte  Bierhaus en d’r Salzgass ist eine historische ehemalige Brauerei in der Kölner Altstadt mit einer rund 400 Jahre währenden Tradition als Kölner Hausbrauerei an gleicher Stätte bis 1907.

## Geschichte

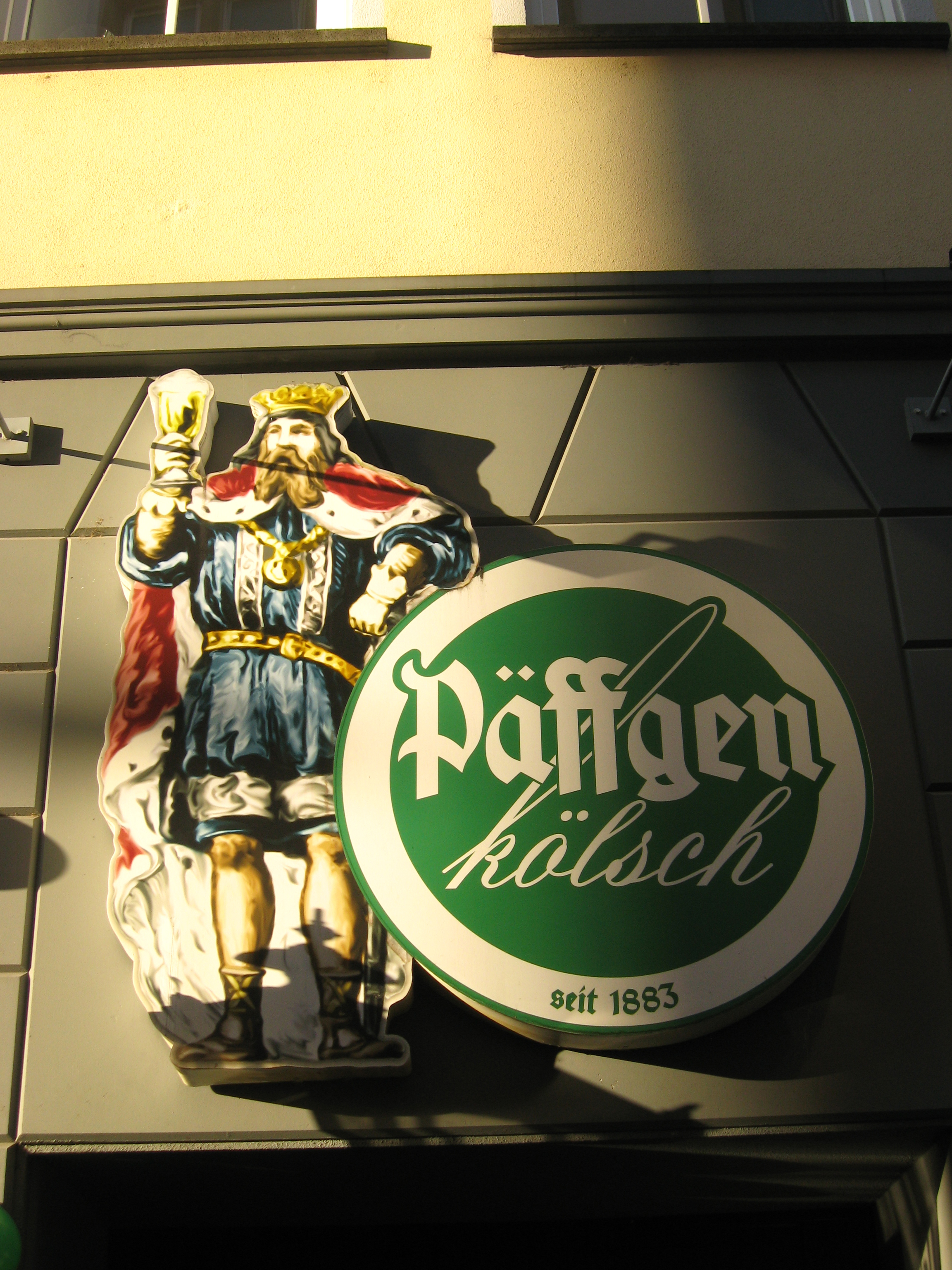
„Bierkönig“ Gambrinus und Päffgen Kölsch

Um 1500 führte die damalige Hausbrauerei den Namen „Zur Teschen“; zuvor bereits wurde das mittelalterliche Brauhaus „Zum Hunen“, „Zum Huntgin“ und „Zum hohen Durpel“ genannt.1798 schafften die Franzosen in Köln die Zünfte ab; zu dieser Zeit gehörte die Hausbrauerei, die nun „Zur Täsch“ hieß, dem Ratsherren und Mitglied der Kölner Gaffeln Christian Schuld (oder Schult).
Von 1838 bis 1840 wurde die Brauerei und Gaststätte von Heinrich Schult, seinem mutmaßlichen Sohn, weitergeführt. Bis 1844 gehörte die Hausbrauerei „Zur Täsch“ Johann Flatten; ihm folgte Anton Hintzen, der die Brauerei und Wirtschaft bis 1849 übernahm. Danach war bis 1852 Sophia Decker Inhaberin der Hausbrauerei; das Brauregister weist sie entsprechend als Eigentümerin aus.
Von 1857 bis 1861 leitete Gottfried Thelen das Brauhaus „Zur Täsch“, nachdem er zuvor im „Verlorenen Sohn“ am Buttermarkt gearbeitet hatte. Der nächste Eigentümerwechsel erfolgte an den Brauer Peter Brauweiler, der die Hausbrauerei von 1861 bis 1872 führte; Heinrich Hilgers ist anschließend von 1871 bis 1877 im Brauregister vermerkt.
Unter der neuen Leitung von Peter Werker wurde bis 1897 in der Brauerei „Zur Täsch“ Bier gebraut. Im Anschluss übernahm Reiner Schallenberg das Brauhaus, der auch zugleich der letzte Brauer dieser Traditionsbrauerei wurde. Seine Witwe beendete drei Jahre nach seinem Tod 1907 den Braubetrieb. Als Gaststätte wurde das historische Brauhaus bis in die 1970er Jahre weitergeführt und erfuhr in dieser Zeit wiederholt Umbauten.
Unter der Leitung der Gastronomen Markus Zehnpfennig und Werner Becker wurde das historische Brauhaus 2003 unter dem neuen Namen „Bierhaus en d’r Salzgass“ wiedereröffnet. Die Baustruktur dieses mittelalterlichen Kölner Hauses, mit einer typischen zweigeschossigen Dielenhalle und Zwischengeschoss, wurde im ursprünglichen Stil wiederhergestellt. Die Gaststätte schenkt ausschließlich Kölsch der Brauerei Päffgen aus. Das Bierhaus ist auch eine der historischen „Stationen“ des Kölner Brauhauswanderwegs.

## Galerie

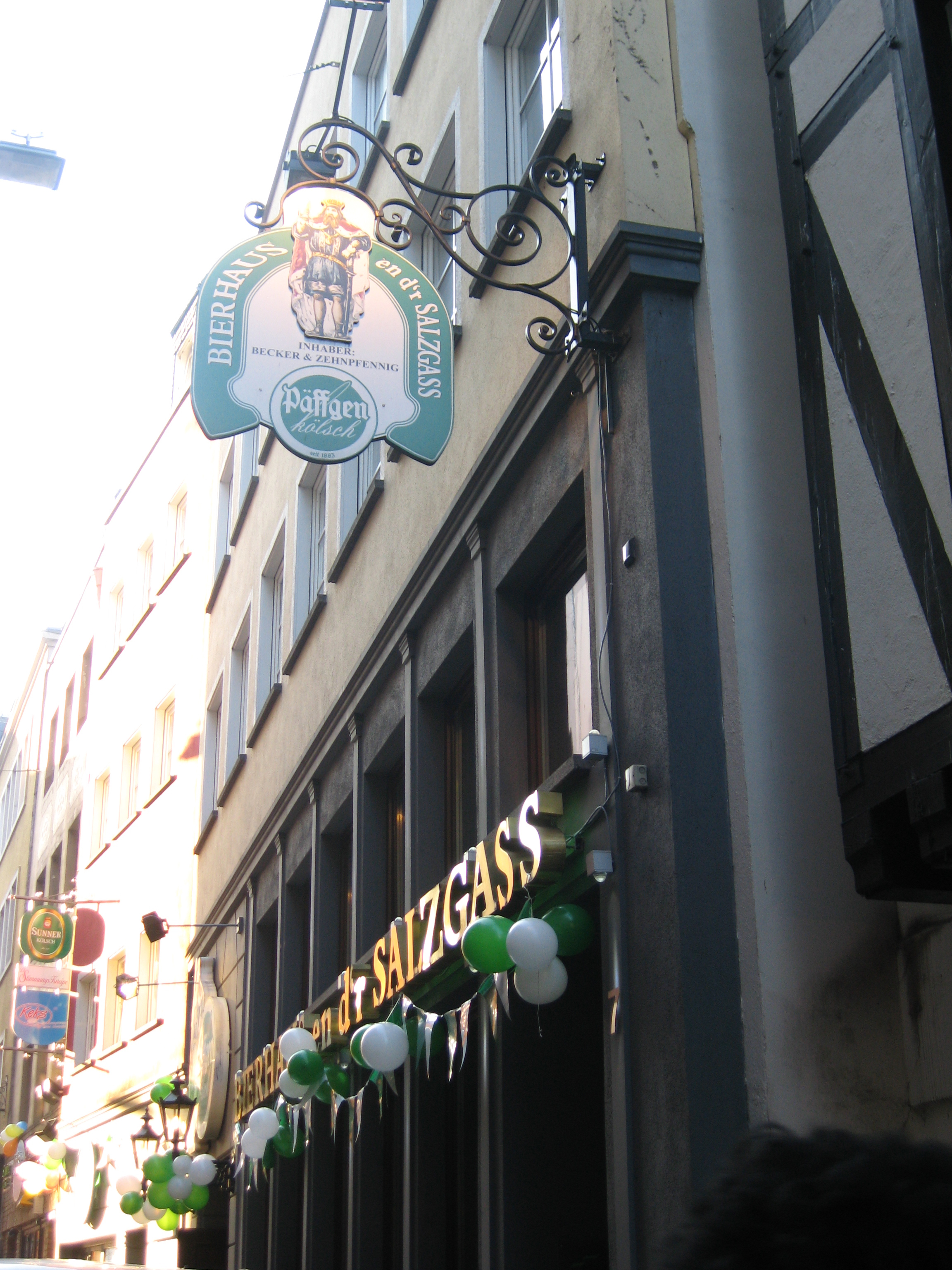
Teilansicht der Frontseite
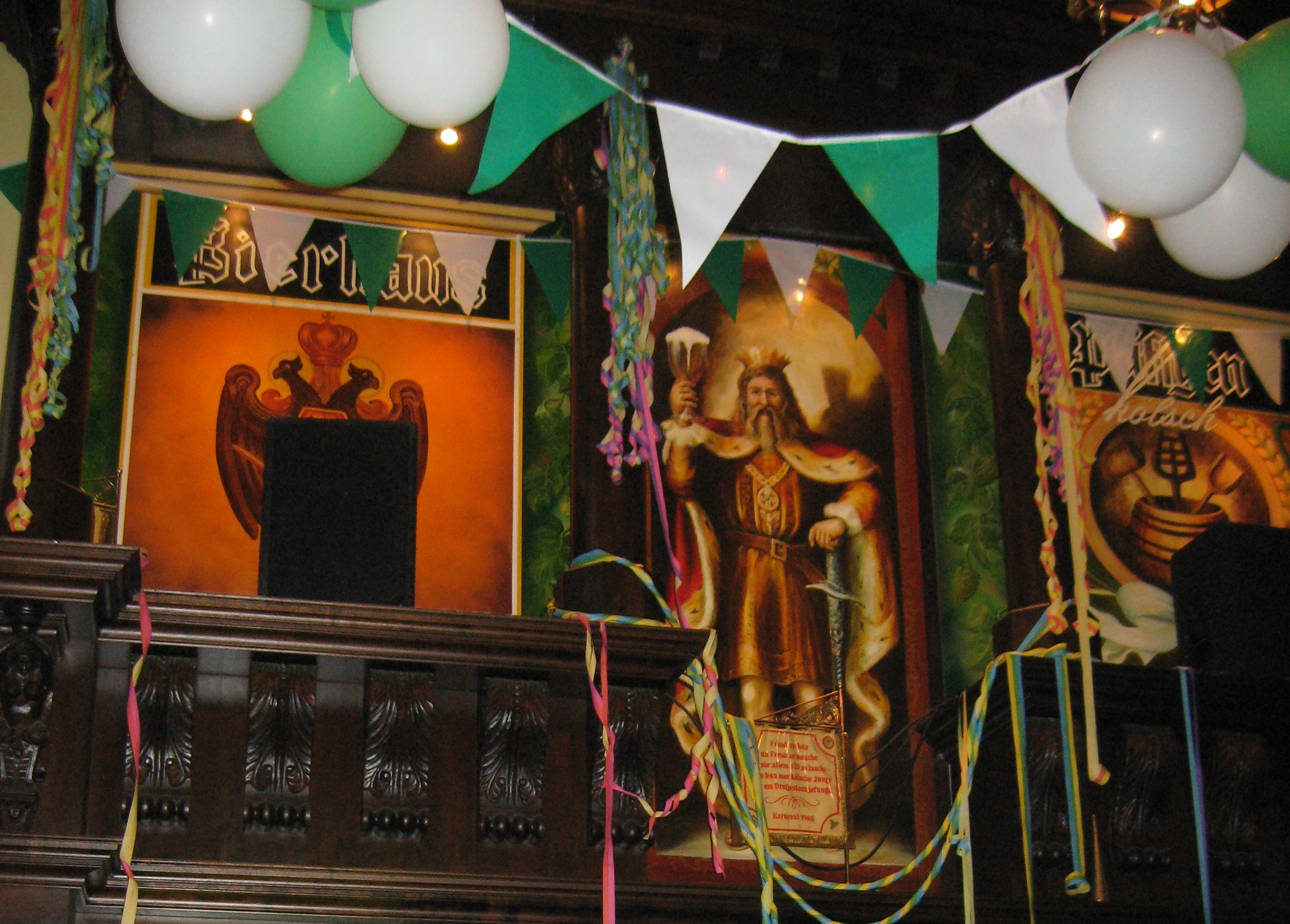
Details des massiven zweigeschossigen Rückbüffets
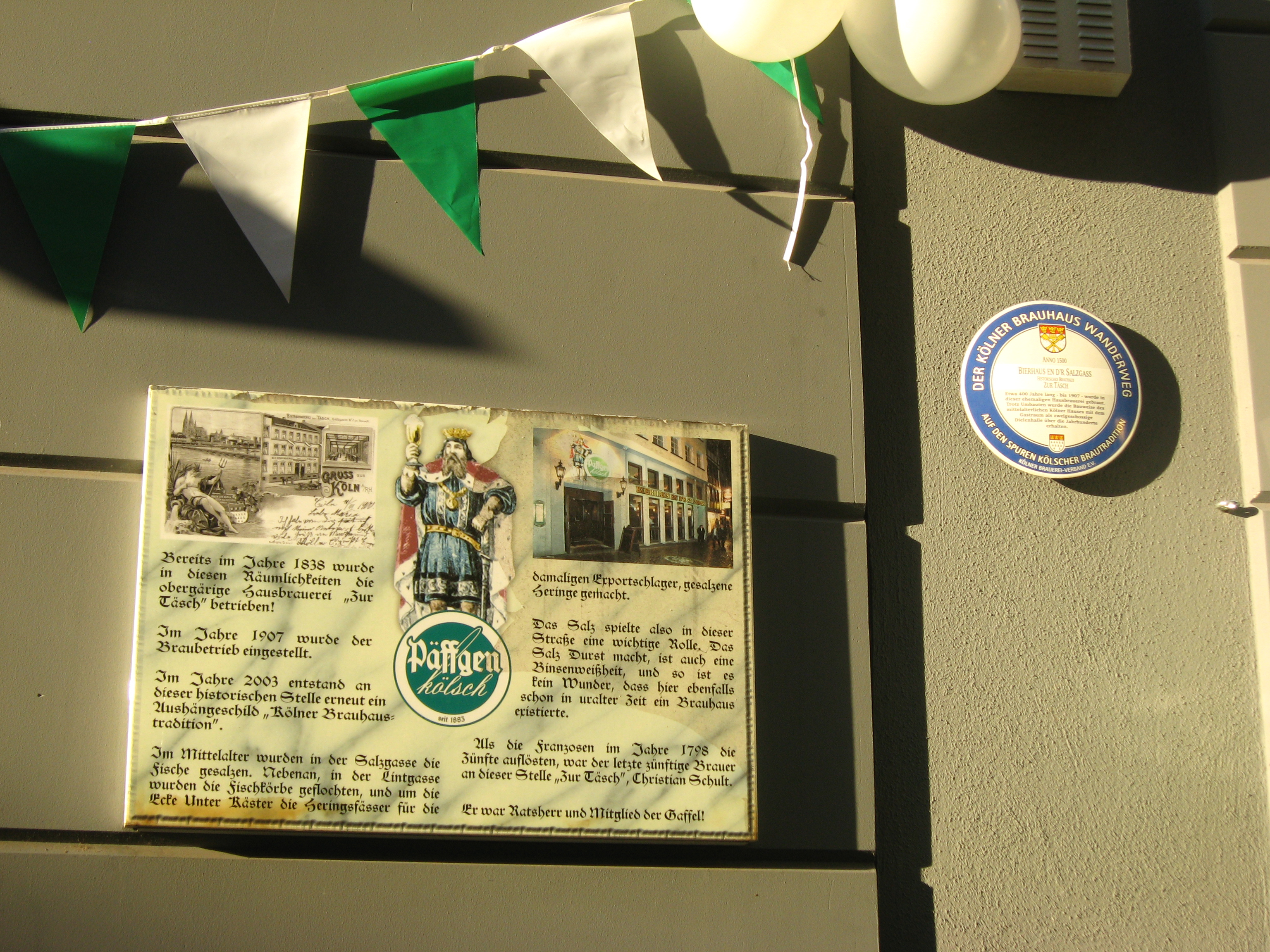
Details der Frontseite
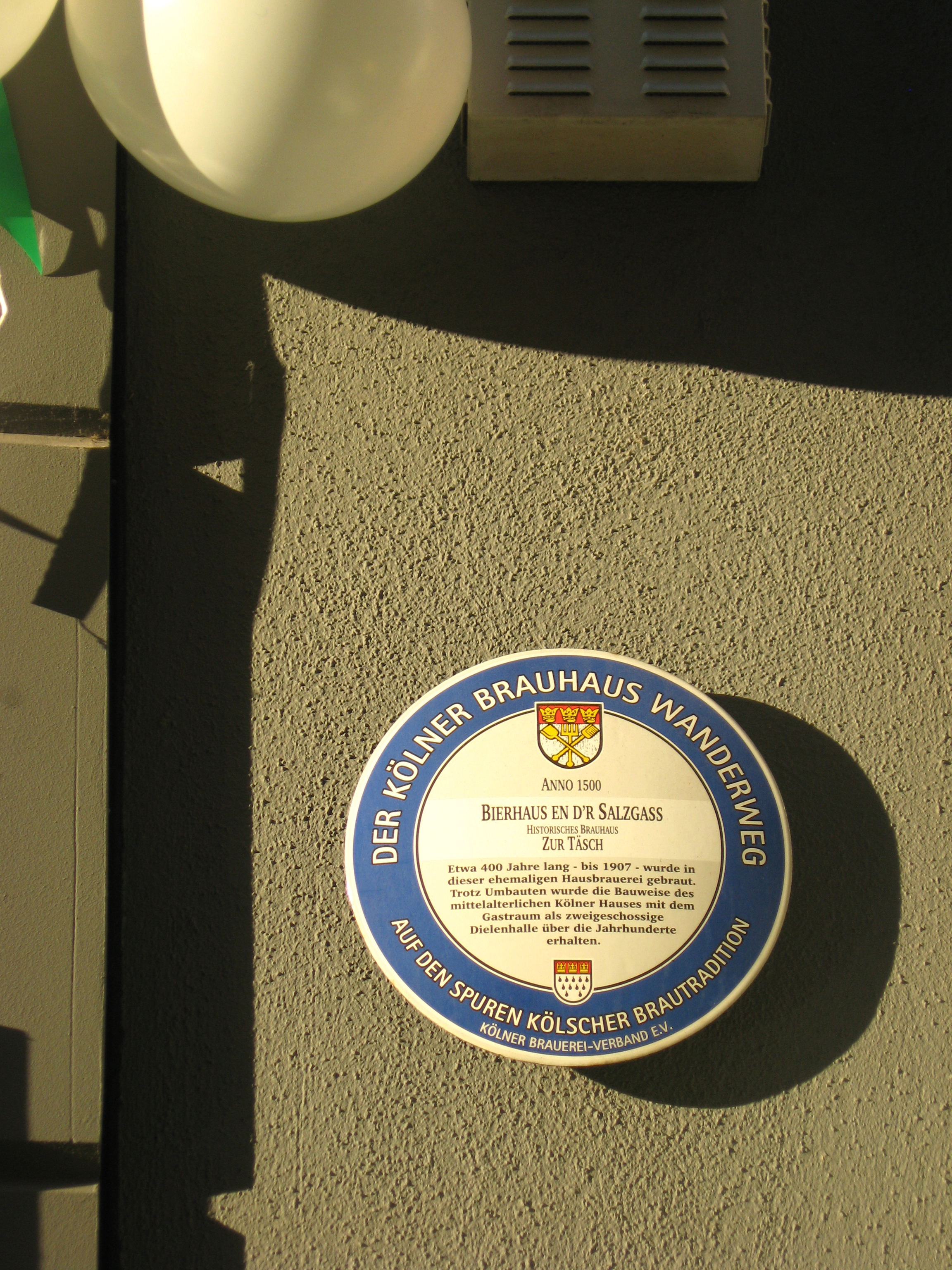
Station des „Kölner Brauhaus Wanderwegs“

## Speisen
Die im rustikalen Brauhausstil eingerichtete Gaststätte bietet überwiegend Spezialitäten der regionalen Rheinischen Küche und diverse Fleischgerichte.